# Champs-sur-Tarentaine-Marchal
Champs-sur-Tarentaine-Marchal je naselje in občina v osrednjem francoskem departmaju Cantal regije Auvergne. Leta 2008 je naselje imelo 1.033 prebivalcev.

## Geografija
Kraj se nahaja v pokrajini Auvergne ob reki Rhue, 85 km severno od Aurillaca.

## Uprava
Champs-sur-Tarentaine-Marchal je sedež istoimenskega kantona, v katerega so poleg njegove vključene še občine Beaulieu, Lanobre in Trémouille z 2.750 prebivalci.
Kanton Champs-sur-Tarentaine-Marchal je sestavni del okrožja Mauriac.

## Pobratena mesta
- La Plaine-sur-Mer (Loire-Atlantique, Francija);

1. ↑  »Populations légales 2016«. Nacionalni inštitut za statistične in gospodarske raziskave. Pridobljeno 25. aprila 2019.